# Robert de Clifford
Robert de Clifford, I barón de Clifford (1 de abril de 1274-24 de junio de 1314), barón de Appleby, en Westmorland, y residente del castillo de Appleby; también barón de Skipton, en Yorkshire y militar inglés nombrado primer "señor guardián de las Marcas" (Lord Warden of the Marches) y, por lo tanto, responsable de defender la frontera inglesa con Escocia.

## Orígenes

Armas de los Condes de Eu, una de las ramas de la Casa de Normandia: D'azur, au lion d'or, l'écu semé de billettes d'or.

Los Clifford eran un antiguo clan de normandos que tomó más adelante el nombre de Clifford, y que llegó a Inglaterra durante la conquista normanda de Inglaterra de 1066, convirtiéndose en señores de Clifford, asentados en Inglaterra en el castillo de Clifford en Herefordshire. La familia Clifford descendía directamente de la línea masculina de Ricardo I de Normandía (938-996), bisabuelo de Guillermo el Conquistador. El primer señor feudal de Clifford fue Walter de Clifford (f. 1190), hijo de Richard FitzPontz (f. circa 1138), quien fue hijo de Pontz, hijo de Guillermo, conde de Eu y conde de Hiémois y uno de los hijos que Ricardo I de Normandía (933-996) tuvo fuera de su matrimonio.

## Herencia
Como su padre había fallecido antes que su propio padre, en 1286 Robert heredó las propiedades de su abuelo Roger I de Clifford, fallecido ese año. Tras la muerte de su madre, Isabella de Vipont, en 1291, heredó la mitad de la extensa baronía feudal de la familia Vipont sobre Appleby (en Westmorland), incluidos los castillos de Appleby y de Brougham. Durante el estallido de las guerras de Independencia de Escocia en 1296, el castillo de Brougham se convirtió en una importante base militar para Robert, y en 1300 el rey Eduardo I de Inglaterra lo visitó. En 1308, su tía Idonea de Vipont (f. 1333), sin hijos, le concedió a Robert el resto de la baronía de Appleby, con lo cual se convirtió en uno de los barones más poderosos de Inglaterra.

## Carrera
Durante los reinados de Eduardo I y Eduardo II, Clifford fue un militar brillante. En 1296 fue enviado con Henry de Percy, I barón Percy, a encargarse de los términos de rendición por parte de los escoceses en Irvine, y luego fue nombrado gobernador de Carlisle. Durante el reinado de Eduardo I fue nombrado "guardián de las Marcas" y durante el reinado de Eduardo II, "señor guardián de las Marcas", siendo el primer titular de este cargo. En 1298 luchó por el rey Eduardo I en la batalla de Falkirk, en la cual William Wallace fue derrotado, y fue recompensado con la gobernación del castillo de Nottingham, por lo que fue convocado al parlamento por mandato en 1299. Asimismo, ganó gran renombre en el sitio del castillo de Caerlaverock en 1300, durante el cual su heráldica (Escaques oro y azur, una faja gules) fue registrada en el famoso Armorial o Poema de Caerlaverock, donde se lee (traducido del francés):

Fuerza guiada por sabiduría, la mente de Robert lord de Clifford se inclina al sometimiento de sus enemigos. A través de su madre su descendencia viene de aquel renombrado conde mariscal en Constantinopla, se dice hubo luchado con un unicornio y acabado con la bestia muerta. Todos los méritos de su abuelo, Roger, aún en Robert florecen. De ninguna alabanza es él indigno; más sabio no hubo con el rey. La honra fue su estandarte, escaques oro y azur, una banda escarlata. Fuese doncella, ¡corazón y cuerpo rendiría ante tal nobleza!

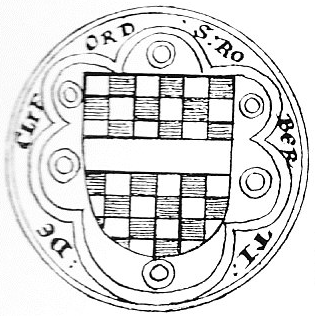
Leyenda: S[igillum] Roberti de Cliford («Sello de Robert de Clifford»). Sello fijado a la Carta de los Barones de 1301.

Clifford fue uno de los muchos que sellaron la Carta de los Barones, de 1301, al papa Bonifacio VIII, en cuyo texto latino es descrito como Robertus de Clifford, Castellanus de Appelby («alguacil del castillo de Appleby»). Después de la muerte del rey Eduardo en 1307, fue designado consejero de su hijo, Eduardo II, junto con los condes Henry de Lacy, III conde de Lincoln, el conde de Warwick y el conde de Pembroke. En el mismo año, el nuevo rey Eduardo II lo nombró mariscal de Inglaterra y con este rango probablemente organizó la coronación del primero el 25 de febrero de 1308. El 12 de marzo de 1308 fue relevado de su cargo como mariscal, de la custodia del castillo de Nottingham y de su cargo como guardián del bosque. El 20 de agosto del mismo año lo designaron capitán y guardián principal de Escocia. En 1310, Eduardo II le concedió además el castillo de Skipton y la honorable baronía feudal de Skipton en Yorkshire, retenida hasta ese entonces por Henry de Lacy, conde de Lincoln (1251-1311), quien estaba casado con Margaret Longespée, prima de Robert Clifford y heredera de la baronía feudal de Clifford, y cuyo abuelo por parte de mamá era Walter II de Clifford (f. 1263). El castillo de Skipton se ocnvirtió después en el principal asentamiento de la familia Clifford hasta 1676.
En 1312, junto con el conde de Lancaster, participó en el movimiento contra Piers Gaveston, el favorito de Eduardo II, a quien sitió en el castillo de Scarborough. Robert de Clifford murió luchando en la batalla de Bannockburn el 24 de junio de 1314. Murió en un ataque con caballería en contra de lanceros escoceses en el segundo y principal día de batalla. Fue enterrado en la abadía de Shap, en Westmoreland.

## Familia
Fue hijo de Roger II de Clifford (fallecido en 1282), señor feudal de Clifford y nieto de Walter II de Clifford (f. 1221). Se madre fue Isabella de Vipont (f. 1291), una de las dos hijas y co-herederas de Robert II de Vipont (f. 1264), barón feudal de Appleby y nieto de Robert I de Vieuxpont (f. 1227/8).
En 1295, en el castillo de Clifford, contrajo nupcias con Maud de Clare, hija mayor de Thomas de Clare, señor de Thomond y Juliana FitzGerald. Con ella tuvo tres hijos:
- Roger de Clifford, II barón de Clifford (nacido en 1300).
- Idonia (o Idonea) de Clifford (n. c. 1303), esposa de Henry de Percy, II barón Percy.
- Robert de Clifford, III barón de Clifford (n. 1305).
- Margaret de Clifford (n. 1307), cuyo segundo esposo fue Piers de Mauley, V lord Mauley (1300-1355).